# Byron Maxwell
Byron Maxwell (North Charleston, 23 febbraio 1988) è un ex giocatore di football americano statunitense che ha militato nel ruolo di cornerback nella National Football League (NFL) Al college ha giocato a football a Clemson.

## Carriera professionistica

### Seattle Seahawks
Maxwell fu scelto dai Seattle Seahawks nel sesto giro come 173º assoluto del Draft NFL 2011. Nella sua stagione da rookie giocò in totale nove partite, nessuna delle quali da titolare, mettendo a segno un solo tackle assistito. Nella stagione successiva disputò altre nove partite facendo registrare 14 tackle, 1 fumble forzato e tre passaggi deviati.

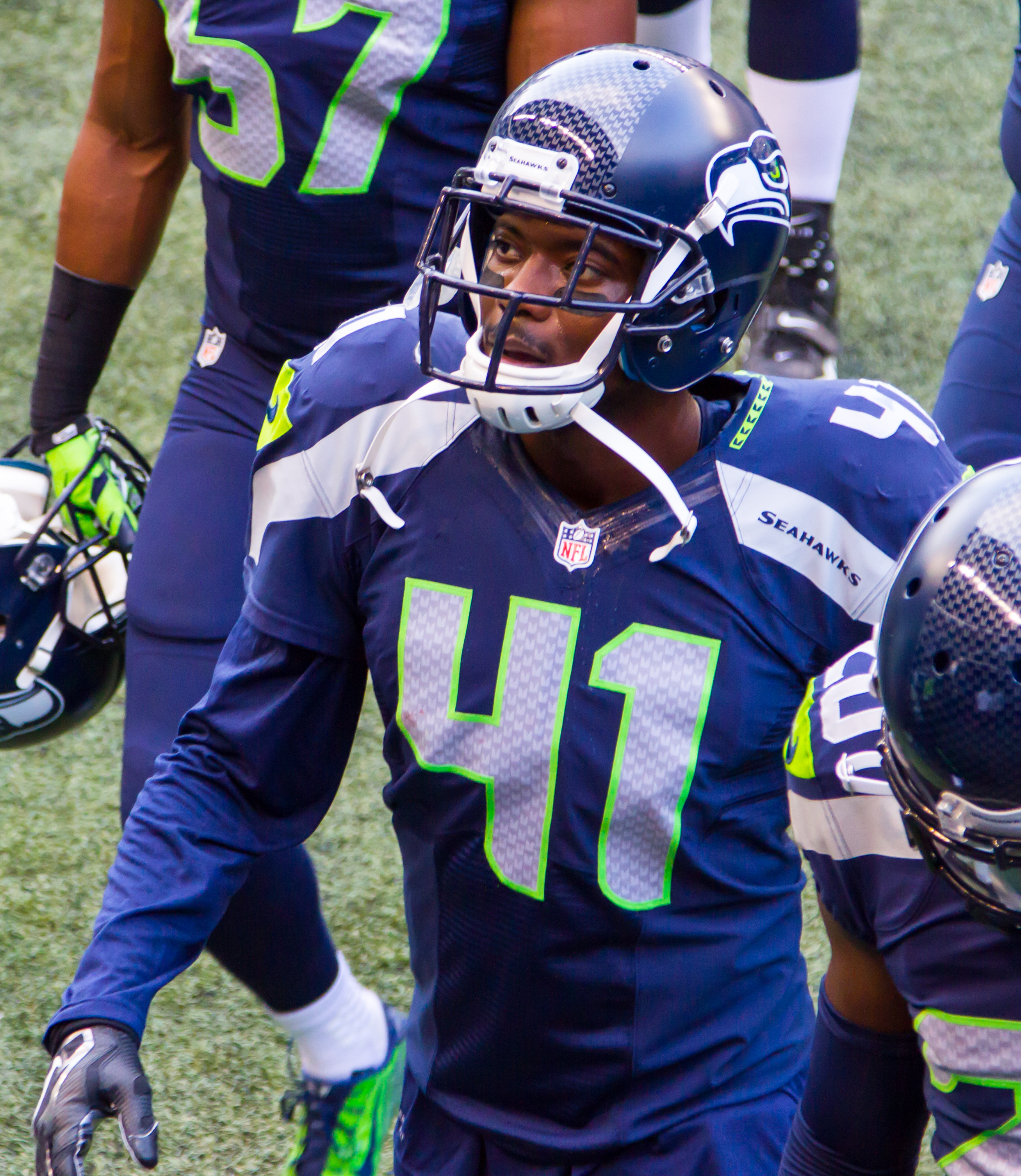
Maxwell nella pre-stagione 2014

A fine novembre 2013, Maxwell fu nominato cornerback titolare nel lato opposto a Richard Sherman dopo le squalifiche di Brandon Browner e Walter Thurmond. Il primo intercetto in carriera lo mise a segno l'8 dicembre nella settimana 14 ai danni di Colin Kaepernick dei San Francisco 49ers. La settimana successiva, i Seahawks batterono 23-0 i New York Giants al MetLife Stadium, la prima volta che la franchigia avversaria non riuscì a segnare alcun punto in casa dal settembre 1995. Maxwell concluse la gara con 2 intercetti su Eli Manning. Nell'ultima gara della stagione mise a segno un altro intercetto su Kellen Clemens. I Seahawks batterono i Rams in casa terminando con un record di 13 vittorie e 3 sconfitte, il migliore della storia della franchigia a pari merito con quello del 2005, assicurandosi il primo posto nel tabellone della NFC e la possibilità di qualificarsi direttamente al secondo turno dei playoff, dove sconfissero New Orleans Saints e San Francisco 49ers, qualificandosi per il secondo Super Bowl della loro storia.
Il 2 febbraio 2014, nel Super Bowl XLVIII contro i Denver Broncos, Seattle dominò dall'inizio alla fine, vincendo per 43-8. Maxwell partì come titolare e si laureò campione NFL mettendo a segno 4 tackle e forzando un fumble in una gara in cui la difesa di Seattle annullò l'attacco dei Broncos che nella stagione regolare aveva stabilito il record NFL per il maggior numero di punti segnati.
Con gli addii di Browner e Thurmond, Maxwell divenne uno dei due cornerback titolari della difesa di Seattle nella stagione 2014, facendo subito registrare un intercetto su Aaron Rodgers nella prima gara dell'anno, vinta contro i Green Bay Packers. Il secondo lo fece registrare su Drew Stanton nella vittoria della settimana 12 sui Cardinals, che in quel momento avevano il miglior record della lega. La sua annata si chiuse con 39 tackle, 2 intercetti e 12 passaggi deviati in 13 presenze, tutte tranne una come titolare. Nella finale della NFC contro i Packers, Maxwell intercettò nuovamente Rodgers, coi Seahawks che si qualificarono per il secondo Super Bowl consecutivo perso poi contro i New England Patriots, dove mise a segno 5 tackle.

### Philadelphia Eagles
Il 10 marzo 2015, Maxwell firmò come free agent un contratto di sei anni del valore di 60 milioni di dollari (di cui 25 milioni garantiti) coi Philadelphia Eagles. Nella sua unica stagione con la squadra non giocò a livelli tali da giustificare tale contratto, concludendo con 64 tackle e 2 intercetti, concedendo diverse ricezioni agli avversari diretti.

### Miami Dolphins
Il 7 marzo 2016, Maxwell fu scambiato con i Miami Dolphins. Il 24 ottobre 2017 fu svincolato.

### Ritorno ai Seahawks
Dopo l'infortunio che pose fine alla stagione di Richard Sherman, Maxwell il 13 novembre 2017 firmò un contratto annuale per fare ritorno ai Seahawks. Il primo intercetto dal ritorno a Seattle lo mise a segno nel quarto periodo della gara del tredicesimo turno contro i suoi ex Eagles sul quarterback Carson Wentz.

## Palmarès

### Franchigia
- Super Bowl : 1

Seattle Seahawks: Super Bowl XLVIII
- National Football Conference Championship: 2

Seattle Seahawks: 2013, 2014